# لیزی دینن
لیزی دینن (به انگلیسی: Lizzie Deignan) دوچرخه‌سوار زن اهل کشور انگلستان است.
از افتخارات مهم وی می‌توان به کسب مدال نقره رقابت جاده دوچرخه‌سواری در بازی‌های المپیک تابستانی ۲۰۱۲ اشاره کرد.